# Линвилл, Ларри
Лоуренс Лейвон «Ларри» Линвилл (англ. Lawrence Lavon Linville; 29 сентября 1939[…], Охай, Калифорния — 10 апреля 2000[…], Нью-Йорк, Нью-Йорк) — американский актёр кино и телевидения. Он был известен созданием образа хирурга, майора Фрэнка Бёрнса (англ.  Franklin Marion Burns), в телесериале M*A*S*H.

## Ранняя жизнь и образование
Линвилл родился в Охай, штат Калифорния, в семье Фэй Паулины (Fay Pauline, урождённая Кеннеди) и Гарри Лейвона Линвилла. Позже семья переехала в Сакраменто, где Лоуренс посещал среднюю школу Эль-Камино (класс 1957 года) и, позднее, учился авиационной технике в Колорадском университете в Боулдере — до подачи заявки на стипендию в Королевской академии драматического искусства в Лондоне.

## Карьера
После возвращения в Соединенные Штаты, Линвилл начал актёрскую карьеру в театре Бартер (англ. Barter Theatre) в Абингдоне, штат Виргиния, круглогодичном репертуарном театре под руководством Роберта Портерфилда (англ. Robert Porterfield.).

### ПередM*A*S*H
До своего пятилетного опыта работы в главной роли в сериале M*A*S*H, Линвилл исполнял второстепенные роли во многих известных телевизионных сериалах конца 1960-х и начала 1970-х годов. Среди них по одной разной роли в сериалах Бонанза; Номер 222 и Адам-12.Также Линвилл играл трех разных персонажей на протяжении трех сезонов в сериале «Миссия невыполнима». В первых сезонах сериала Манникс, у Линвилла была второстепенная роль лейтенанта Джорджа Крамера, союзника Мэнникса в департаменте полиции Лос-Анджелеса. Линвилл сыграл доктора в телефильме Ночной Сталкер(1972), предшественнике телесериала Колчак, и в эпизоде под названием «чоппер» из фильма Колчак: Ночной Сталкер, он играл самого молодого капитана полиции в подразделении по расследованию убийств, совершенных безголовым всадником на мотоцикле.

### M*A*S*H

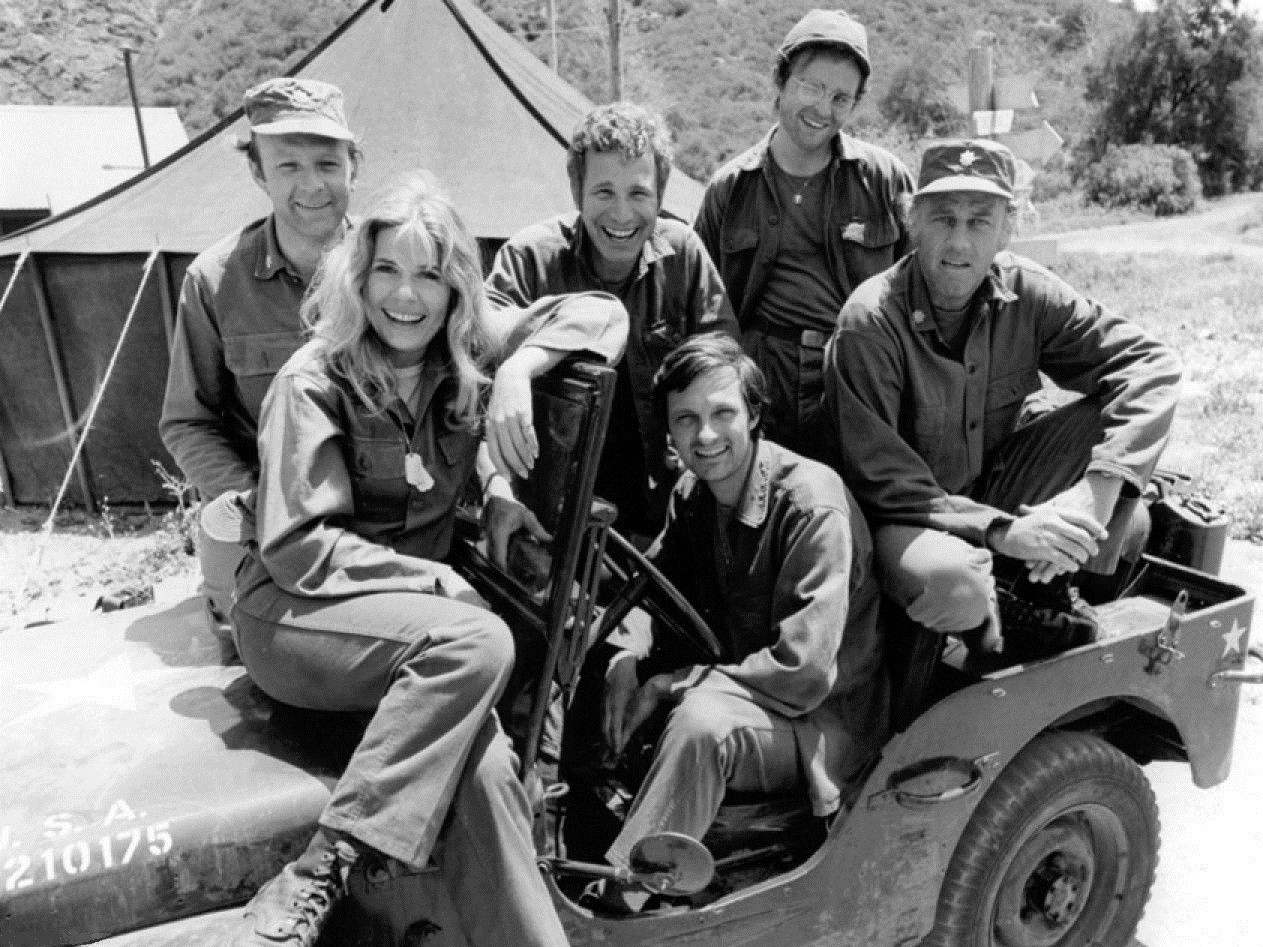
Лоретта Свит, Ларри Линвилл (слева), Уэйн Роджерс, Гари Бёргхофф, Алан Алда, и Маклин Стивенсон, M*A*S*H, 1974 год.

Когда начался телесериал M*A*S*H, Линвилл подписал пятилетний контракт. Он сыграл Фрэнка Бёрнса, майора и хирурга. Он добился широкого признания в этой роли, в которой его персонаж контрастировал с теми, кого играет Алан Алда и другие в ансамбле. В течение этого периода показа, тон его изменился от чистой комедии к более драматически ориентированным сюжетным линиям, так как в нём отражены вопросы, связанные с Вьетнамской войной (хоть M*A*S*H и демонстрировал события во время корейской войны, но транслировался он во время пост-Вьетнамской эпохи и, таким образом, в восприятии зрителей, он отражал именно этот период — «кружным путём»). Линвиллу предложили продление ещё на два сезона, когда его контракт истёк, но он отказался. После пяти сезонов, Линвилл устал от игрового персонажа. Он почувствовал, что уже взял от персонажа Фрэнка Бернса столько, сколько мог, — и решил покинуть сериал, чтобы заняться другими ролями.

### ПослеM*A*S*H
После появления M*A*S*H, Линвилл снялся во многих фильмах и телепередачах. Он участвовал во многих телевизионных сериалах и шоу, таких как:
- «Она написала убийство»;
- «Остров фантазий»;
- «Любовная лодка»;
- ФБР История[уточнить];
- и «Фишки».

Он также появился в эпизодах «Воздушного волка» (он играл в сериях «Максвелл» и «Дитя поведёт») и в «Досье Рокфорда». Он также сыграл месте с Эдвардом Зима в пилотном эпизоде «Маргиналов от науки». Линвилл также снялся в короткометражной комедии положений Дедушка едет в Вашингтон с Джек Альбертсоном.
Линвилл появился в роли ревнивого экс-бойфренда Рэнди Бигелоу в Диснеевском сериале 1982 года Херби, фольксваген-жук. Он также снялся в спин-оффе телесериала Джефферсоны, где он сыграл заклятого врага Флоренции Джобнстон (Марла Гиббс) Лайла Блока; тем не менее, у этого сериала было всего 4 эпизода. Линвилл снялся в 1984 году в Бумажных куклах, ночной драме на телеканале ABC, который предлагает заглянуть за кулисы модной индустрии. В 1991 году, Линвилл появился в эпизоде телевизионного сериала" Ночной суд в качестве врача. Линвилл также появился в эпизоде телесериала ЭР в 1994 году в качестве медицинского консультанта. Он также появился в эпизоде Лоис и Кларк: Новые приключения Супермена Сезон 1 эпизод 3 в роли психопата, утверждающего, что он был похищен Суперменом и взят на борт его космического корабля.
Линвилл появился в качестве героя в специальном проекте 1991 года Воспоминания о M*A*S*H приуроченном к 20-летию серии. В 1997 году он присоединился к Ларри Гелбарту (продюсеру и создателю M*A*S*H) и Дэвиду Огдену Стайерсу(который играл Фрэнка Бернса замена на шоу, майор Чарльз Винчестер) для участия в церемонии закрытия последнего военно-полевого госпиталя в Корее.

## Брак и семья
Ларри Линвилл был женат пять раз:
- на Кейт Гир (сестра актрисы Эллен Гир), от которой, прежде чем они развелись, у него была
  - дочь, Келли Линвилл (1970 г. р.). Келли была его единственным ребёнком.

Он также женился (и развёлся) на:
- Ване Триббей (Vana Tribbey),
- Мелиссе Галант (Melissa Gallant),
- и Сьюзан Хаган (Susan Hagan).
- Последний его брак был с Деборой Гайдон (Deborah Guydon), которая была с ним до его смерти.

## Хирургия, болезни и смерть
После того, как врачи обнаружили злокачественную опухоль под грудиной, Линвилл перенес операцию в феврале 1998 года, чтобы удалить часть его лёгких. Он получил дальнейшее лечение, однако проблемы со здоровьем продолжались в течение последующих двух лет. Линвилл умер от пневмонии в Нью-Йорке 10 апреля 2000 года, после осложнений от хирургии рака. Его прах был развеян над морем у побережья Бодега-Бэй, штат Калифорния.